# Abra californica
Abra californica är en musselart som beskrevs av Kundsen 1970. Abra californica ingår i släktet Abra och familjen Semelidae. Inga underarter finns listade i Catalogue of Life.